# ورزشگاه چیرو ویگوریتو
ورزشگاه چیرو ویگوریتو (انگلیسی: Stadio Ciro Vigorito) یک ورزشگاه فوتبال در بنونتو، ایتالیا است.
این ورزشگاه که در سال ۱۹۷۹ تأسیس شده دارای ۲۵٬۰۰۰ نفر ظرفیت می‌باشد و ورزشگاه خانگی باشگاه فوتبال بنونتو محسوب می‌شود.

## نگارخانه

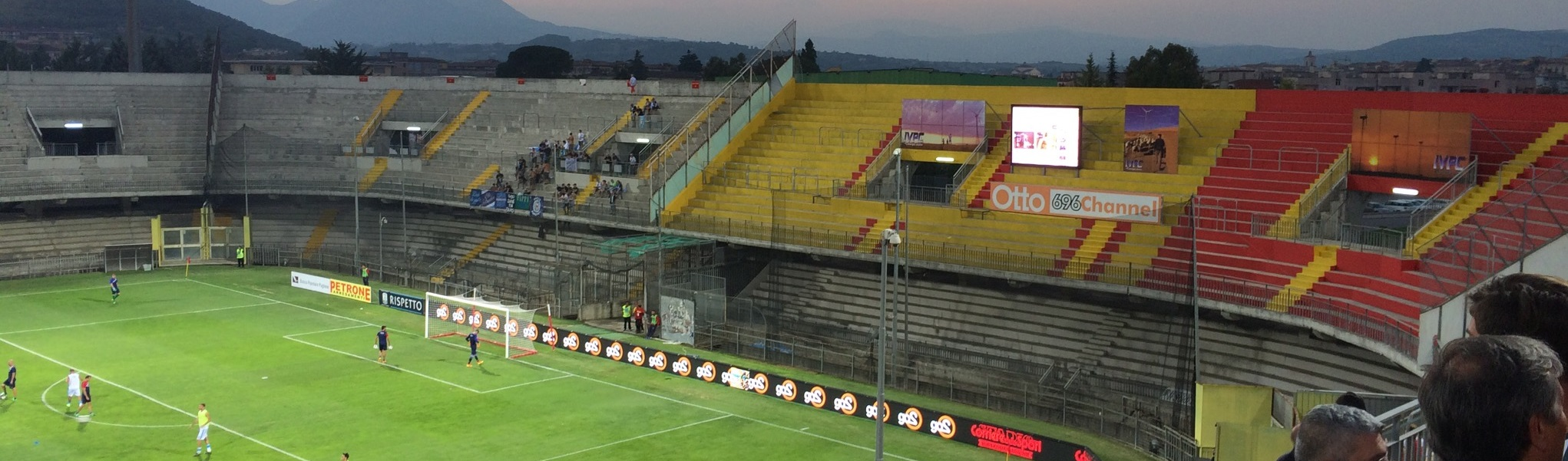
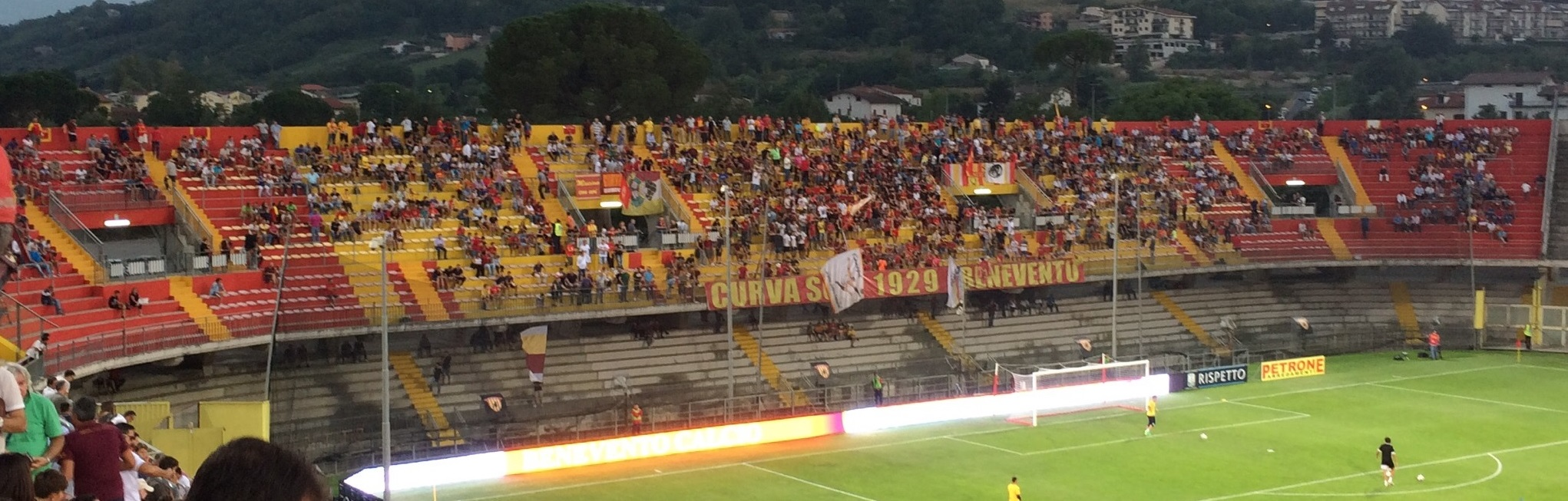
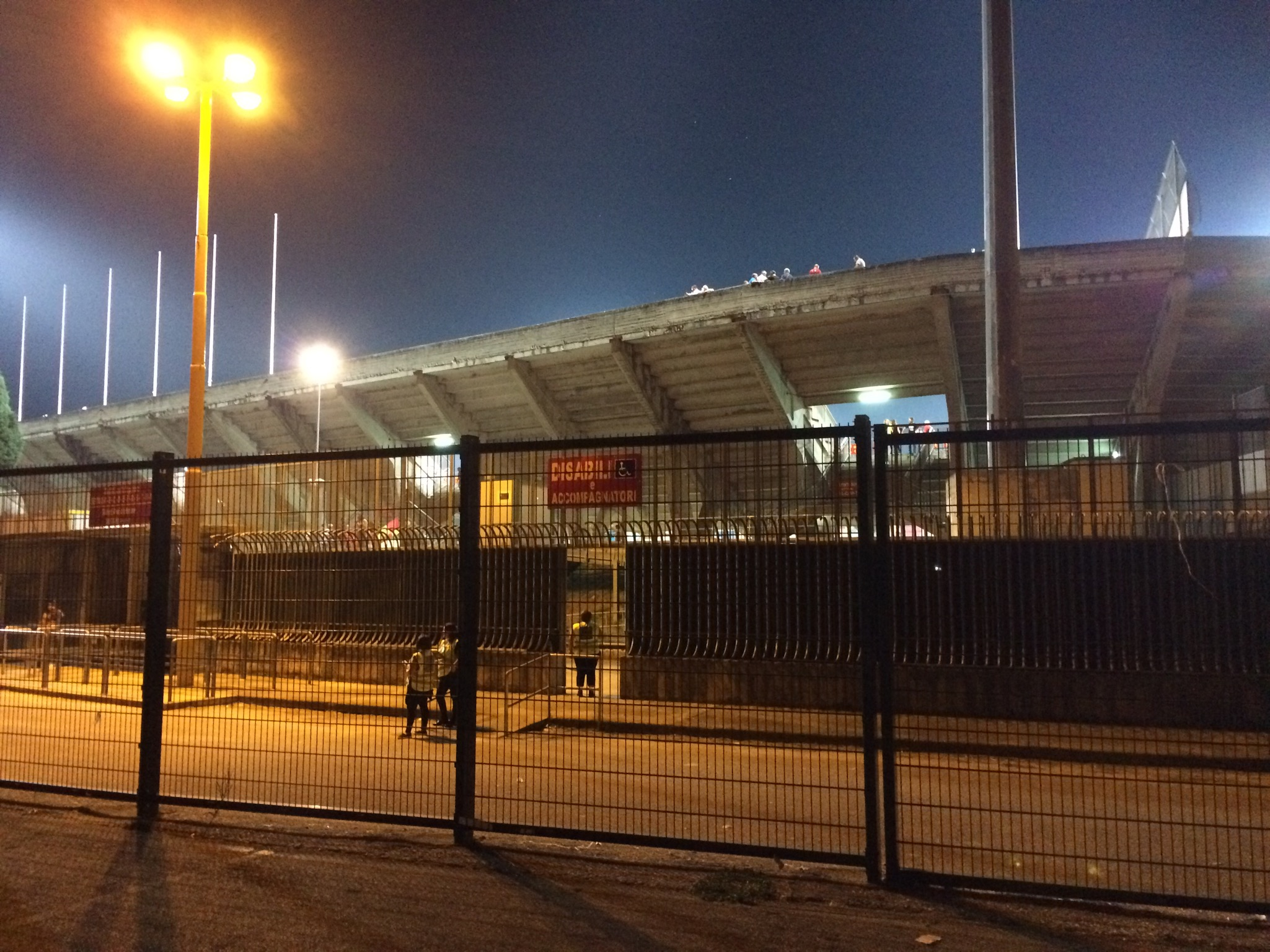